# Carlos Corrêa Gago
Carlos Jorge Mendes Corrêa Gago GCIH (Lisboa, 25 de junho de 1934 – Portugal, 25 de dezembro de 2015) foi um político português. Ocupou diversos cargos em governos portugueses.

## Biografia
Licenciou-se em Engenharia de Minas pelo Instituto Superior Técnico da Universidade Técnica de Lisboa e obteve a pós-graduação em Administração Industrial. Foi director de Planeamento e director geral do Secretariado Técnico da Presidência do Conselho entre 1963 e 1974. Colaborou com a Direcção Geral da Aeronáutica Civil, organismo de que foi consultor entre 1966 e 1970. Foi administrador da empresa Pública de Parques Industriais entre 1973 e 1976. Foi Presidente do Conselho de Administração da Petrogal, entre 1976 e 1982. Preside à Administração Geral do Porto de Lisboa entre 1982 e 1986. Foi nomeado administrador da Somincor, cargo que, desempenhou entre 1986 e 1989 e, em 1992, é convidado para a presidência do Instituto Nacional de Estatística. Em 1998, é eleito Presidente do Centro Europeu das Empresas com Participação Pública (CEEP), cargo que exerce até 2000.
Foi ministro dos Negócios Estrangeiros do III Governo Constitucional, liderado por Alfredo Nobre da Costa, em 1978, e ministro da Coordenação Económica no V Governo Constitucional de Maria de Lurdes Pintasilgo.
A 13 de Julho de 1981 foi agraciado com a Grã-Cruz da Ordem do Infante D. Henrique.
Foi deputado à Assembleia da República, eleito pelo Partido Renovador Democrático (PRD), entre 1985 e 1987 e entre 1987 e 1991.

## Funções governamentais exercidas
- III Governo Constitucional
  - Ministro dos Negócios Estrangeiros
- V Governo Constitucional
  - Ministro da Coordenação Económica e do Plano

## Publicações
- "Produtividade e Progresso", artigo, revista Análise Social, nº 15, Gabinete de Investigações Sociais do Instituto Superior de Ciências Económicas e Financeiras da Universidade Técnica de Lisboa,  Jul.-Set.1966
- O Subcontrato na Indústria, de A. Sallez e J. Schlegel, tradução de Carlos Corrêa Gago, Lisboa, A. M. Teixeira & Ca. (Filhos), 1967.
- Organizar, Comandar, Estruturar: os Três Imperativos da Direcção Moderna, de Jacques Lobstein, tradução de Carlos Corrêa Gago, Lisboa, Livraria Clássica Editora, 1969
- Introdução à gestão previsional, Instituto Nacional de Investigação Industrial, 1970
- Política energética nacional (com Carlos Gonçalves), Instituto de Altos Estudos da Defesa Nacional, 1972. (Conferência proferida no Instituto de Altos Estudos da Defesa Nacional a 29 de Junho de 1972)
- Reflexões sobre a experiência portuguesa de planeamento, Comissão de Planeamento da Região dos Açores, 1973
- O quarto plano de fomento : 1974-1979, Lisboa, 1973
- Planos de Fomento: O que são, para que servem (série Inquerito), RTP, 1973
- Como redigir um relatório, de Georges Bousquié (prefácio de Paul Planus), tradução de Carlos Corrêa Gago, Livraria Clássica, 1980
- Bridging the gap between information and knowledge
- Retrato das Regiões: Portugal, de Yves Franchet, prefácio Carlos Corrêa Gago, Luxembourg, Eurostat / Instituto Nacional de Estatística, 1998
- Produtividade em Portugal : Medir para gerir e melhorar (com Eduardo Gomes Cardoso, José Torres Campos, Luíz Moura Vicente e Mário Cardoso dos Santos), Companhia das Cores, 2003
- Internacionalização das empresas portuguesas : 30 casos de referência: Desafios (com Eduardo Gomes Cardoso, José Torres Campos, Luíz Moura Vicente e Mário Cardoso dos Santos), Companhia das Cores, 2004
- Responsabilidade social das empresas portuguesas : 25 casos de referência (com Eduardo Gomes Cardoso, José Torres Campos, Luíz Moura Vicente e Mário Cardoso dos Santos), Companhia das Cores, 2005
- Planeamento económico em Portugal 1953-1974: Um acervo histórico, coordenação de Maria José Oliveira Cruz, introdução de Carlos Corrêa Gago, Lisboa, Departamento de Prospectiva e Planeamento, 2006
- Gestão de Sucesso num Mundo em Mudança, com Luiz Moura Vicente, Eduardo Gomes Cardoso, José Torres Campos e Mário Cardoso dos Santos, IAPMEI - Instituto de Apoio às Pequenas e Médias Empresas e à Inovação - Departamento de Comunicação e Imagem, 2010